# 11943 Davidhartley
11943 Davidhartley (1993 OF9) là một tiểu hành tinh vành đai chính được phát hiện ngày 20 tháng 7 năm 1993 bởi E. W. Elst ở Đài thiên văn Nam Âu.